# Brattmyrtjärnen (Byske socken, Västerbotten)
Brattmyrtjärnen är en sjö i Skellefteå kommun i Västerbotten och ingår i Jävreån-Åbyälvens kustområde. Sjön har en area på 0,0341 kvadratkilometer och ligger 75 meter över havet. Brattmyrtjärnen ligger i Degerforsheden Natura 2000-område. Sjön avvattnas av vattendraget Harrbäcken.

## Delavrinningsområde
Brattmyrtjärnen ingår i det delavrinningsområde (723148-176084) som SMHI kallar för Mynnar i havet. Medelhöjden är 56 meter över havet och ytan är 14,62 kvadratkilometer. Det finns inga avrinningsområden uppströms utan avrinningsområdet är högsta punkten. Avrinningsområdets utflöde Harrbäcken mynnar i havet. Avrinningsområdet består mestadels av skog (83 procent) och sankmarker (14 procent). Avrinningsområdet har 0,03 kvadratkilometer vattenytor vilket ger det en sjöprocent på 1 procent.